# Marc Ducret

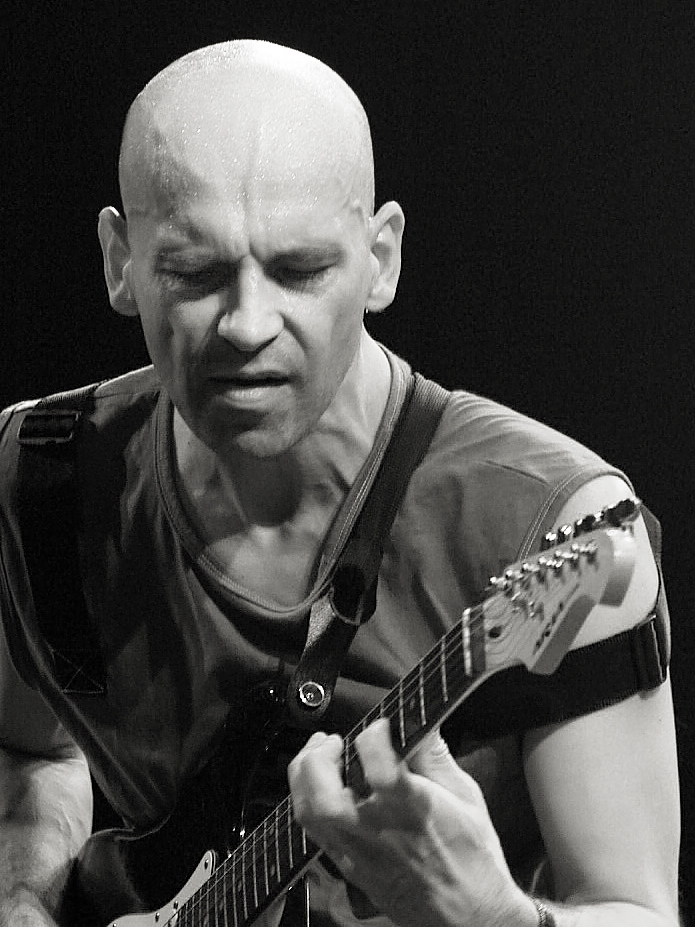
Marc Ducret, Moers Festival 2006

Marc Ducret (* 19. August 1957 in Paris) ist ein französischer Jazz-Gitarrist.

## Leben und Wirken
Ducret ist Autodidakt; er spielte schon vor seinem zwanzigsten Lebensjahr in verschiedenen Bands, darunter auch Folk- und Tanzgruppen. 1986 wurde er Mitglied des Orchestre National de Jazz. Daneben unternahm er in den 1980er Jahren Tourneen durch Europa, Afrika und Asien. Mit Michel Portal und Joachim Kühn spielte er in New York City (9-11 P.M. Town Hall, 1988)
Seit 1991 arbeitet er mit Tim Berne zusammen, u. a. in den Bands Caos Totale, Bloodcount und Big Satan. Außerdem ist er Mitglied der Gruppe Un Sang d'encre (mit Antonin Rayon und Dominique Pifarély) und des François Corneloup Trio und leitet er mehrere eigene Bands, darunter ein Trio und die Bigband Le sens de la marche (mit Hugues Mayot, Matthieu Metzger, Yan Lecolaire, Pascal Gaschet, Jean Lucas, Tom Gareil, Antonin Rayon, Paul Brousseau, Bruno Chevillon und Éric Echampard). Er gehörte zum Acoustic Quartet von Louis Sclavis und zur Combo von Daniel Humair.
Er wirkte als Musiker an mehreren Filmen mit und komponierte seit Anfang der 2000er Jahre mehrere Orchesterwerke. Der Cellist Bruno Ducret ist sein Sohn.
1987 erhielt er den Prix Django Reinhardt.

## Diskographie (Auswahl)
- La théorie du pilier mit Aaron Scott und Michel Benita, 1987
- Le Kodo mit Larry Schneider, Adam Nussbaum und Michel Benita, 1988
- Gris mit Michel Benita, Joël Allouche, Enrico Rava, Yves Robert, François Jeanneau, Andy Emler und Renaud Garcia-Fons, 1990
- News from the front mit Herb Robertson, Yves Robert und Francois Verly, 1992
- Détail, Soloalbum, 1997
- Un certain malaise, Soloalbum, 1998
- L'ombra di verdi Bruno Chevillon und Éric Echampard, 1999
- Qui parle? mit Philippe Agaël, Laurence Blasco, Bruno Chevillon, Benoît Delbecq, Allie Delfau, Éric Echampard, Hélène Labarrière, Julien Lourau, Thierry Madiot, Anne Magouët, Michel Massot, Christophe Monniot, Yves Robert, Leslie Sévenier, Alain Vankenhove und François Verly, 2003
- Trio Live mit Bruno Chevillon und Eric Échampard, 2006
- Triplepoint (ILK Music, 2007, mit Stefan Pasborg, John Tchicai, Ray Anderson und Ellery Eskelin)
- Marc Ducret: Lady M (Ayler Records, 2019, mit Léa Trommenschlager, Rodrigo Ferreira, Sylvain Bardiau, Catherine Delaunay, Régis Huby, Bruno Ducret, Liudas Mockunas, Samuel Blaser, Joachim Florent, Sylvain Darrifourcq)
- Palm Sweat – Marc Ducret Plays the Music of Tim Berne (Out of Your Head Records, 2023)
- Sunny Five: Candid (Intakt, 2024, mit Tim Berne, David Torn, Devin Hoff, Ches Smith)

## Kompositionen
- et la nuit est trop noire
- Pour mémoire UA 2002
- 2 moyens d’en sortir UA 2002
- Tapage UA 2004